# Elkana Tisdale
Elkana Tisdale, né en 1768 à Lebanon au Connecticut et mort le 1er mai 1835 à Norwich au Connecticut, est un graveur, miniaturiste et dessinateur américain. Il est connu pour une caricature intitulée Le Gerry-Mander, évoquant le charcutage électoral, publiée dans la Boston Gazette du 26 mars 1812, et qui a conduit à l'invention du terme « gerrymandering ».

## Biographie
Elkana Tisdale est né en 1768 dans la ville de Lebanon (Connecticut).
Son père y tient une boutique de calèches avant d'emménager à New York, en 1794. Son fils, Elkana, a probablement travaillé pour lui comme peintre de fiacres Elkana Tisdale commence son activité à New York de 1794 à 1798, où il se décrit lui-même comme « graveur et miniaturiste ».
Après 1798, il ne conserve que la seconde appellation. Certaines sources affirment qu'il rencontre le peintre américain Benjamin Trott en 1798. Devenus amis, ils auraient quitté la ville de New York et se seraient installés à Albany pour quelques mois, afin d'éviter une épidémie de fièvre jaune. À partir de ce moment, Elkana Tislade vit entre le Connecticut et l'État de New York.
En 1798, il fonde un atelier de gravure, la « Hartford Engraving Company », à Hartford (Connecticut). Il y rejoint le « Graphic Co. », une association de graveurs, même s'il ne conçoit que des vignettes et ne les grave pas lui-même. Au début des années 1800, il rencontre certainement Anson Dickinson (en), futur miniaturiste à qui il donne des cours de portrait à sa manière. 

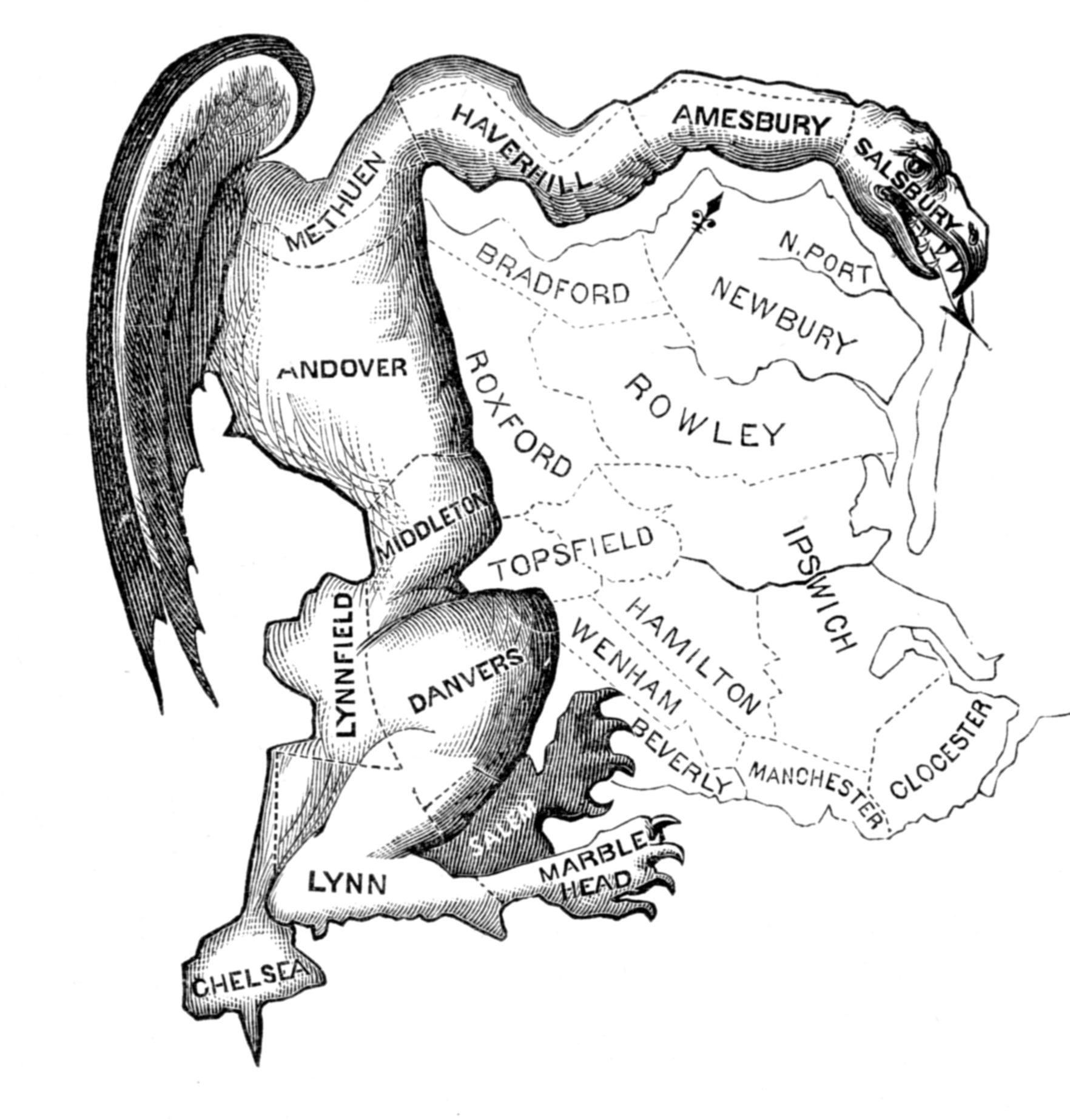
The Gerry-Mander (1812) : dessin dénonçant le charcutage électoral que subissait le Massachusetts.

En 1812, la Boston Gazette reproduit dans ses colonnes un dessin de Tisdale intitulé The Gerry-Mander : à cette époque, peu avant les élections présidentielles, Elbridge Gerry, le gouverneur républicain du Massachusetts réclamait le redécoupage de la plupart des circonscriptions électorales de la région, afin, bien entendu, de faire barrage aux fédéralistes et de leur interdire la victoire. L'opinion s'insurgea. Gerry fut éliminé de la course, bien que plus tard, il soit devenu vice-président de James Madison. La caricature charge l'un des deux nouveaux comtés de l'Essex de façon à lui donner l'aspect d'une bête mythique et réputée mauvaise, la salamandre (en anglais : salamander) ; le titre « Gerry-Mander » est un jeu de mots entre Gerry et Salamander.
De 1813 à 1818, il travaille à Boston. En 1818, il expose deux miniatures à l'American Academy of the Fine Arts (en) de New York. Il déménage à Hartford en 1818.
En 1820, il conçoit et grave des plaques pour Samuel F. Goodrich, à Hartford.
Il retourne ensuite dans sa ville natale, Lebanon, dans le Connecticut, vers 1823.
Sa gravure de la Convention de Philadelphie est reprise dans une édition de 1823 de l'Histoire des États-Unis.
Il meurt le 1er mai 1835, à Norwich au Connecticut.

## Notoriété
Certaines de ses premières réalisations ont été utilisées comme illustrations pleine page du recueil poétique McFingal: a modern epic poem. Or, The town-meeting de John Trumbull, publié à New York en 1795.
David McNeely Stauffer dans son ouvrage American Engravers on Copper and Steel (1907) le décrit ainsi : « Tisdale a réalisé à la fois des gravures de plaques à la roulette et au pointillé. Son travail est peu remarquable... Tisdale était meilleur concepteur que graveur. Au début de sa vie, il s'affirmait comme peintre, et son meilleur travail se révèle être une série de portraits en miniature ».